# Cuatro grandes libros de Song
Los Cuatro grandes libros de Song (en chino tradicional, 宋四大書; en chino simplificado, 宋四大书; pinyin, Sòngsìdàshū) fueron compilados por Li Fang  (925-996) y otros a principios de la dinastía Song (960-1279). El término fue acuñado después de que el último libro (Cefu Yuangui) fue terminado durante el siglo XI. Las cuatro enciclopedias fueron publicadas y pretendían recoger todo el conocimiento del nuevo estado.
Los cuatro libros son:
- Lecturas imperiales de la era Taiping o Taiping Yulan 太平御覽 es una enciclopedia general.
- Extensos registros de la era Taiping o Taiping Guangji 太平廣記 es una colección de relatos de dioses, deidades, hadas, historias de fantasmas y teología.
- Las flores más finas en el jardín de la literatura o Wenyuan Yinghua 文苑英華 es una antología de poesía, odas, canciones y otros escritos en verso.
- Tortuga prima de la oficina de registro o Cefu Yuangui 冊府元龜 es una enciclopedia de ensayos políticos, autobiografías, memoriales y decretos.